# Teardrops on My Guitar
«Teardrops on My Guitar» — другий сингл дебютного студійного альбому американської кантрі-поп-співачки Тейлор Свіфт — «Taylor Swift». В США сингл вийшов 13 лютого 2007 року. Пісня написана Тейлор Свіфт та Ліз Роуз; спродюсована Нейтаном Чапманом. Музичне відео зрежисоване Треєм Фанджоєм. Лірично трек описує досвід Свіфт із Дрю Хардвіком, однокласником, в якого вона була закохана. Хлопець не знав про її почуття до нього і часто говорив із нею про свою дівчину, через що Свіфт мала вдавати підтримувального друга.

## Музичне відео
Музичне відео було зрежисоване Треєм Фанджоєм, який раніше працював зі Свіфт над відеокліпом до пісні «Tim McGraw». Зйомки пройшли за один день в березні 2007 року у Вищій школі Хам-Фогу міста Нашвілл. Відео показує історію Тейлор, яка закохана у свого друга (актор Тайлер Хілтон), котрий не має жодного уявлення про її романтичні почуття до нього.
Станом на березень 2024 року музичне відео мало 169 мільйонів переглядів на відеохостингу YouTube.
Відеокліп був номінований у категорії Best New Artist на церемонії нагородження 2008 MTV Video Music Awards, але програв музичному відео гурту Tokio Hotel — «Ready, Set, Go!».

## Список композицій
- CD-сингл[2]

1. «Teardrops on My Guitar» (альбомна версія) — 3:36
2. «Teardrops on My Guitar» (інструментальна версія) — 3:36
3. «Teardrops on My Guitar» (музичне відео) — 3:50

- Реміксовий CD-сингл[3]

1. «Teardrops on My Guitar» (попверсія) — 2:59

- Європейський цифровий мініальбом / Міжнародний промо-CD[4]

1. «Teardrops on My Guitar» — 3:14
2. «Teardrops on My Guitar» (акустична версія) — 2:58
3. «Teardrops on My Guitar» (радіоверсія Cahill) — 3:01

- Колумбійський реміксовий CD-сингл[5]

1. «Teardrops on My Guitar» (альбомна версія) — 3:35
2. «Teardrops on My Guitar» (радіоверсія) — 3:24
3. «Teardrops on My Guitar» (попверсія) — 3:00
4. «Teardrops on My Guitar» (міжнародна версія) — 3:14
5. «Teardrops on My Guitar» (радіо мікс Joe Bermudez) — 3:08
6. «Teardrops on My Guitar» (радіо мікс Cahill) — 3:24
7. «Teardrops on My Guitar» (розширена версія Cahill) — 5:21
8. «Teardrops on My Guitar» (акустична версія) — 2:57

## Чарти
Тижневі чарти
| Чарт (2007-08)                       | Місце |
| ------------------------------------ | ----- |
| Canada (Canadian Hot 100)            | 45    |
| Canada AC (Billboard)                | 21    |
| Canada CHR/Top 40 (Billboard)        | 16    |
| Canada Country (Billboard)           | 6     |
| Canada Hot AC (Billboard)            | 16    |
| UK Singles (Official Charts Company) | 51    |
| US Billboard Hot 100                 | 13    |
| US Hot Country Songs (Billboard)     | 2     |
| US Adult Contemporary (Billboard)    | 5     |
| US Adult Top 40 (Billboard)          | 6     |
| US Mainstream Top 40 (Billboard)     | 7     |

Річні чарти
| Чарт (2007)          | Місце |
| -------------------- | ----- |
| US Billboard Hot 100 | 89    |
| US Hot Country Songs | 28    |
| Чарт (2008)          | Місце |
| US Billboard Hot 100 | 48    |

## Продажі
| Країна        | Сертифікація (таблиця продажів та сертифікатів) | Продажі    |
| ------------- | ----------------------------------------------- | ---------- |
| Канада (CRIA) | Платина                                         | +80,000    |
| США (RIAA)    | 3× Платина                                      | +3,000,000 |